# ليغا باسكيت الدرجة الأولى موسم 2004–05
ليغا باسكيت الدرجة الأولى موسم 2004–05 أقيم بمشاركة 18 فريقا. توج فورتيتودو بولونيا بطلا وجاء أولمبيا ميلانو ثانيا.

## الأدوار الإقصائية
ربع النهائي
- تريفيزو لكرة السلة - باسكت نابولي 3-0 (94-75، 86-75، 86-73)
- فورتيتودو بولونيا - روزيتو شاركز 3-0 (95-84، 77-72، 73-70)
- فيرتوس روما - منز سانا 1871 باسكت 3-1 (88-86، 82-78، 79-85، 87-78)
- أولمبيا ميلانو - بالاكانسترو كانتو 3-0 (83-77، 92-83، 94-83)

نصف النهائي
- أولمبيا ميلانو - تريفيزو لكرة السلة 3-2 (60-82، 58-49، 61-80، 69-58، 61-57)
- فورتيتودو بولونيا - فيرتوس روما 3-1 (78-64، 65-76، 80-61، 63-62)

النهائي
- فورتيتودو بولونيا - أولمبيا ميلانو 3-1 (77-70، 66-73، 80-71، 67-65)